# 田中潤
田中 潤 （たなか じゅん、9月30日 - ）は、日本の女性声優。埼玉県出身。フリー。以前はゆーりんプロに所属していた。

## 出演
太字はメインキャラクター。

### テレビアニメ
- 宇宙海賊ミトの大冒険（1999年、女の子）
- パワーストーン（1999年、幼いジャック、リリカ）
- 電光超特急ヒカリアン（2002年、ゆーな）

### OVA
- ぶっとび!!CPU（1997年、女子生徒）
- ONE PIECE 倒せ!海賊ギャンザック（1998年、メダカ）
- エクスドライバー（2000年、ナビ）

### 劇場アニメ
- エスカフローネ（2000年、アドムの村の子）

### ゲーム
- トゥルーラブストーリー3（2001年、佐久間さくら）
- 探偵 神宮寺三郎 Innocent Black（2002年、二宮葉月）